# Vinilacetil-KoA D-izomeraza
Vinilacetil-KoA -izomeraza (EC 5.3.3.3, vinilacetil koenzim A Delta-izomeraza, vinilacetil koenzim A izomeraza, Delta3-cis-Delta2-trans-enoil-KoA izomeraza) je enzim sa sistematskim imenom vinilacetil-KoA Delta3-Delta2-izomeraza. Ovaj enzim katalizuje sledeću hemijsku reakciju
vinilacetil-KoA {\displaystyle \rightleftharpoons } (E)-but-2-enoil-KoA
Ovaj enzim takođe deluje na 3-metil-vinilacetil-KoA.

## Literatura
- Nicholas C. Price; Lewis Stevens (1999). Fundamentals of Enzymology: The Cell and Molecular Biology of Catalytic Proteins (Third изд.). USA: Oxford University Press. ISBN 019850229X.
- Eric J. Toone (2006). Advances in Enzymology and Related Areas of Molecular Biology, Protein Evolution (Volume 75 изд.). Wiley-Interscience. ISBN 0471205036.
- Branden C; Tooze J. Introduction to Protein Structure. New York, NY: Garland Publishing. ISBN 0-8153-2305-0.
- Irwin H. Segel. Enzyme Kinetics: Behavior and Analysis of Rapid Equilibrium and Steady-State Enzyme Systems (Book 44 изд.). Wiley Classics Library. ISBN 0471303097.

## Spoljašnje veze
- Vinylacetyl-CoA+Delta-isomerase на 